# Loverboy: Emoties uit
Loverboy: Emoties uit is een Nederlandse dramatische misdaadfilm uit 2024 geregisseerd, geproduceerd en geschreven door Cyriel Guds. De film ging op 27 augustus 2024 in première.

## Verhaal
De film volgt de alleenstaande vader Terrance die zijn negenjarige dochter probeert te beschermen voor een uithuisplaatsing van jeugdbescherming. Door een torenhoge straatschuld die hij opgelopen heeft bij een beruchte mensenhandelaar komt Terrance voor een onmogelijk dilemma te staan. Omdat Terrance het geld niet zelfstandig kan terugbetalen, wordt hij gedwongen om zijn schuld af te lossen doormiddel van het seksueel uitbuiten van drie onschuldige jonge vrouwen. Als Terrance niet binnen de opgedragen tijdslimiet betaald, volgen er groten consequenties.

## Rolverdeling
| acteur                     | personage |
| -------------------------- | --------- |
| Cyriel Guds                | Terrance  |
| Mohammed Azaay             | Slager    |
| Olaf Ait Tami              | Souf      |
| Julia Batelaan             | Naomi     |
| Efi Stephan                | Jaleesa   |
| Ayleen Bella               | Daisy     |
| Lucky Jones                | Diego     |
| Esmée de la Bretonière     | Anita     |
| Jordy Samuel               | Marra     |
| Mishaël Abia Lopes Cardozo | Scania    |
| Sven Olvira                | Chano     |
| Barbara Pouwels            | Liza      |
| Ilia Gavria                | Damir     |

## Achtergrond

### Ontstaan
De maker Cyriel Guds begon in 2017 met het ontwikkelen van het verhaal. In eerste instantie verwerkte hij het tot de webserie Loverboy Amsterdam die in 2021 uit kwam, de serie behaalde meer dan een miljoen weergaves. In de tussentijd werkte hij door aan een script voor de filmversie. Echter doordat partijen niet wilde samenwerken omdat ze het verhaal te grimmig vonden, besloot Guds de film op onafhankelijke wijze te maken en zamelde geld in met een crowdfunding.

### Productie en ontwikkeling
Voor het ontwikkelen van het scenario sprak Guds met tientallen vrouwen die met loverboys te maken hebben gehad en zocht hij contact met de politie en jeugdbescherming. Tevens liet hij het scenario nalezen door misdaadverslaggever Peter R. de Vries, om te kijken of het verhaal feitelijk juist in elkaar zat. Naast zijn werk als scenarioschrijver werkte Guds aan de film als regisseur en producent, daarnaast vertolkte hij ook zelf de hoofdrol. Andere hoofdrollen in de film waren weggelegd voor onder anderen Mohammed Azaay, Olaf Ait Tami en Julia Batelaan.

## Release en ontvangst
Op 18 juni 2024 werden de eerste bewegende beelden van de film gedeeld in de vorm van een teaser trailer, een maand later volgde de volledige trailer. Loverboy: Emoties uit ging op 27 augustus 2024 voor pers en genodigden in première bij Koninklijk Theater Tuschinski in Amsterdam, de film werd vervolgens op 29 augustus 2024 door distributeur WW Entertainment landelijk in de bioscopen uitgebracht. Ongeveer twee weken later, op 14 september 2024, werd de film bekroond met een Gouden Film voor het behalen van 100.000 bioscoopbezoekers.
De film werd de best bezochte Nederlandse bioscoopfilm van 2024 met ruim 376.000 bezoekers. Mede door dit succes werd in oktober 2024 bekendgemaakt dat een vervolgfilm in ontwikkeling is.